# Rhabdocline
Rhabdocline is een geslacht van schimmels uit de familie Cenangiaceae. De typesoort is Rhabdocline pseudotsugae.

## Soorten
Volgens Index Fungorum telt het geslacht zeven soorten (peildatum januari 2022):
| Soortnaam                                     | Auteur(s)                                     | Publicatiejaar |
| --------------------------------------------- | --------------------------------------------- | -------------- |
| Rhabdocline epiphylla                         | (A.K. Parker & J. Reid) J.K. Stone & Gernandt | 2005           |
| Rhabdocline laricis                           | (Vuill.) J.K. Stone                           | 2014           |
| Rhabdocline oblonga                           | (A.K. Parker & J. Reid) J.K. Stone & Gernandt | 2005           |
| Rhabdocline obovata                           | (A.K. Parker & J. Reid) J.K. Stone & Gernandt | 2005           |
| Rhabdocline parkeri                           | Sherwood, J.K. Stone & G.C. Carroll           | 1986           |
| Rhabdocline pseudotsugae (Douglasnaaldenvlek) | Syd.                                          | 1922           |
| Rhabdocline weirii                            | A.K. Parker & J. Reid                         | 1969           |